# Erik Hahn
Erik Hahn (Potsdam, 25 de septiembre de 1970) es un deportista alemán que compitió en lucha grecorromana. Ganó una medalla de bronce en el Campeonato Europeo de Lucha de 1996, en la categoría de 74 kg.
Participó en los Juegos Olímpicos de Atlanta 1996, ocupando el cuarto lugar en la categoría de 74 kg.

## Palmarés internacional
| Campeonato Europeo | Campeonato Europeo | Campeonato Europeo | Campeonato Europeo |
| Año                | Lugar              | Medalla            | Categoría          |
| ------------------ | ------------------ | ------------------ | ------------------ |
| 1996               | Budapest (Hungría) | Medalla de bronce  | 74 kg              |